# Orthonops lapanus
Espèce
Orthonops lapanus est une espèce d'araignées aranéomorphes de la famille des Caponiidae.

## Distribution
Cette espèce se rencontre aux États-Unis au Texas et au Nouveau-Mexique et au Mexique au Nuevo León et au Tamaulipas.

## Description
Le mâle décrit par Platnick en 1995 mesure 4,19 mm et la femelle 6,05 mm.

## Publication originale
- Gertsch & Mulaik, 1940 : The spiders of Texas. I. Bulletin of the American Museum of Natural History, no 77, p. 307-340 (texte intégral).